# Романенко, Ростислав Викторович
Ростислав Викторович Романенко (7 июня 1997 года, Ростов-на-Дону) — российский футболист, полузащитник.

## Биография
Воспитанник Академии футбола имени Виктора Понедельника. Начинал взрослую карьеру в любительском клубе «Родина» (Миллерово). В сезоне 2016/17 играл на профессиональном уровне за клубы ПФЛ «Домодедово» Москва и «Знамя Труда» Орехово-Зуево. Летом 2017 года Романенко по протекции футболиста сборной России и уроженца Ростовской области Дениса Глушакова полузащитник находился на просмотре в липецком «Металлурге». Однако в команду Романенко не перешел.
Затем хавбек переехал в Монголию. В 2019 году провел в местном чемпионате два матча за клуб «Андууд Сити». В них Романенко забил один гол и заработал одно удаление.
Весной 2020 году перешел в любительскую команду «Локомотив» Лиски.